# Hongshan (Chifeng)

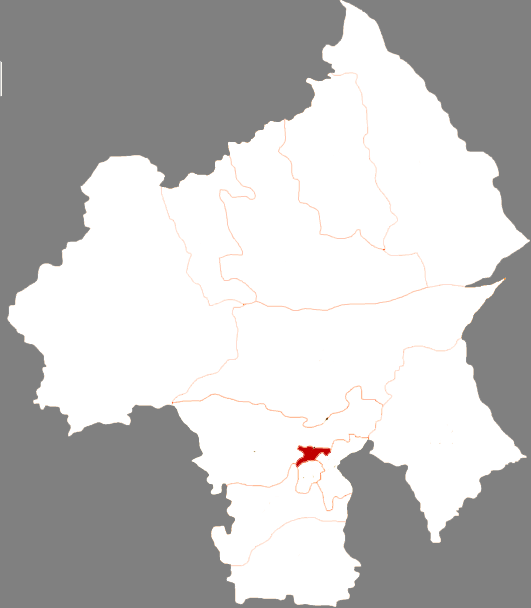
Lage Hongshans in Chifeng

Der Stadtbezirk Hongshan (chinesisch 红山区, Pinyin Hóngshān Qū; mongolisch ᠬᠦᠩ ᠱᠠᠨ ᠲᠣᠭᠣᠷᠢᠭ Küŋ šan toɣoriɣ) ist ein Stadtbezirk der bezirksfreien Stadt Chifeng (mongol. Ulanhad) im Nordosten des Autonomen Gebiets Innere Mongolei der Volksrepublik China. Er hat eine Fläche von 170 km² und zählt 300.000 Einwohner.
Koordinaten: 42° 16′ N, 118° 58′ O